# I Care
"I Care" é uma canção da cantora norte-americana Beyoncé, gravada para seu quarto álbum de estúdio 4. Sua composição foi feita pela própria cantora em parceria com Jeff Bhasker e Chad Hugo.

## Avaliação da crítica
Joanne Dorken da MTV UK fez uma crítica positiva sobre a canção, considerando "I Care" uma prova de que Beyoncé melhorou musicalmente e que sua voz está impecável. David Amidon do PopMatters fez uma comparação positiva da canção com "1+1", considerando o desempenho da cantora igualmente competente e mais seguro na duas músicas.

## Performances ao vivo
Beyoncé cantou a música ao vivo pela primeira vez em 14 de Agosto de 2011, no 4 Intimate Nights with Beyoncé, em Roseland Ballroom, Nova Iorque, para um público de 3.500 pessoas. Ela cantou a música usando um vestido dourado e acompanhada pelas The Mamas, seu vocal de apoio.

## Desempenho
| Tabelas musicais (2011)          | Melhor posição |
| -------------------------------- | -------------- |
| Coreia do Sul - Gaon Music Chart | 35             |
| Portugal - Top 30 Ring Tones     | 21             |

## Histórico de lançamento
| País   | Data                | Formato                |
| ------ | ------------------- | ---------------------- |
| Itália | 23 de março de 2012 | Contemporary hit radio |